# Carlos Carvalhal
Carlos Augusto Soares da Costa Faria Carvalhal (ur. 4 grudnia 1965 w Bradze) – portugalski trener piłkarski oraz piłkarz, grający na pozycji środkowego obrońcy. Były młodzieżowy reprezentant Portugalii, wychowanek SC Braga.
Jako piłkarz grał w ojczyźnie i zaliczył 197 występów w Primeira Liga w barwach sześciu klubów.
W swojej ponad dwudziestoletniej karierze trenerskiej Carvalhal prowadził osiem drużyn w portugalskiej Primeira Lidze, w tym dwukrotnie SC Bragę, zdobywając Puchar Portugalii w 2021. Wcześniej, w 2002, doszedł do finału tegoż z Leixões SC oraz wygrał Puchar Ligi z Vitórią Setúbal w 2008. Trenował również kluby z Anglii, Grecji, Turcji, Walii i Zjednoczonych Emiratów Arabskich.

## Życie prywatne
Carvalhal ukończył filozofię oraz psychologię i uczęszczał na uniwersytet wraz z innym znanym portugalskim trenerem Ruim Farią, a podczas nauki do zdobycia licencji UEFA Pro, uczęszczał na wykłady wraz z Josém Mourinho. Jest również współautorem książki Futebol – Um Saber Sobre o Saber Fazer (2014), w której omówił własną filozofię trenerską.
Jest znany z barwnych konferencji prasowych, na których udziela wyczerpujących, pełnych alegorii i metafor, odpowiedzi na pytania dziennikarzy.
Poza piłką, zajmuje się biznesem. Wraz z dwoma przyjaciółmi, w 1988 – jeszcze jako czynny piłkarz – założył firmę odzieżową Lacatoni, która z czasem zajęła znaczącą pozycję na portugalskim rynku i w 2009 była sponsorem technicznym 9 z 16 klubów występujących na poziomie Primeira Ligi.